# LinuxLive USB Creator
LinuxLive USB Creator là một tool miễn phí của Microsoft Windows được dùng để tạo ra các hệ thống Live USB từ các phầm mềm để cài đặt của các bản phân phối Linux được hỗ trợ.

## Chức năng
- Tạo Live USB có thể khởi động được của nhiều bản phân phối Linux.[4]
- Tạo ra cài đặt cố định để lưu tất cả các tệp tin tạo ra và các thay đổi cho hệ thống.[5]
- Cho Linux chạy trực tiếp trong Microsoft Windows dùng VirtualBox di động [5]
- Đánh dấu các tệp tin tạo ra là ẩn.
- Cài đặt không làm hư hại (không phải xóa đĩa cứng, hay ổ USB)

## Các phân phối Linux và các phiên bản của chúng được hỗ trợ
- Linux Mint
- Kali Linux
- Fedora
- Ubuntu, Kubuntu và Xubuntu
- Emmabuntüs
- HandyLinux
- Debian Live
- OpenSUSE
- Sabayon Linux
- Arch Linux và ArchBang
- PCLinuxOS
- CentOS
- Damn Small Linux
- Puppy Linux
- Toutou Linux
- GParted Live
- Clonezilla
- Pinguy OS
- CrunchBang Linux
- Super OS